# مانويل فريري
مانويل فريري (بالبرتغالية: Manuel Freire‏) هو مغني وكاتب أغاني برتغالي، ولد في 1942 في Vagos ‏ في البرتغال.

## وصلات خارجية
- مانويل فريري على موقع IMDb (الإنجليزية)
- مانويل فريري على موقع ميوزك برينز (الإنجليزية)
- مانويل فريري على موقع ديسكوغز (الإنجليزية)